# Казареджи, Джузеппе Лоренцо Мария
Джузеппе Лоренцо Мария Казареджи (итал. Giuseppe Lorenzo Maria Casaregi; лат. Josephus Maria Laurentius de Casaregis; 3 августа 1670, Генуя — 10 июля 1737, Флоренция) — итальянский юрист.
Был профессором в Генуе, затем аудитором суда в Сиене и Флоренции. Его «Discursus legales de Commercio» появились в 1707. В 1729 он напечатал дополнение к ним: «Il cambista instruito». Полное издание этого труда вышло в Венеции в 1740. Рассуждения Казареджи подвели итог всему прежнему развитию торгового права в Италии. Они весьма важны и по настоящее время для исторического и практического понимания основ современного торгового права, впервые выработанных в Италии и ставших достоянием позднейших кодексов.